# Джоан Франка
Джоан Франка (нидерл. Joan Franka, род. 2 апреля 1990) — нидерландская певица, представительница Нидерландов на конкурсе песни Евровидение 2012.

## Биография
Настоящее имя Джоан — Айтен Калан (тур. Ayten Kalan). Родилась она в 1990 году, в Роттердаме, в семье отца турка и матери нидерландки. Музыкальную карьеру начала в 2010 году, приняв участие в музыкальном конкурсе «The Voice of Holland»; именно это и дало первую известность певице.
26 февраля 2012 года выиграла национальный отбор для конкурса песни Евровидение 2012. На нём она исполнила песню «You and Me»; в ходе второго полуфинала певица не попала в финал.

## Дискография

### Синглы
- Foolish Games (2010)
- Promise Me (2011)
- You and Me (2012)